# Revue et gazette musicale de Paris
La Revue et gazette musicale de Paris (1827-1880) est une revue musicale hebdomadaire fondée en 1827 par François-Joseph Fétis, musicologue, pédagogue et compositeur belge, professeur de contrepoint et de fugue au Conservatoire de Paris. Elle a porté le nom de Revue musicale jusqu'en 1835, date à laquelle Maurice Schlesinger, éditeur de musique installé à Paris depuis 1821, l'a reprise sous le nom de Revue et gazette musicale en la fusionnant avec la Gazette musicale.
Originaire de Berlin, Schlesinger avait déjà créé une maison d'édition pour rendre la musique accessible à tous et, en 1834, il avait fondé une société pour la publication de la musique classique et moderne à bon marché, publiant notamment les œuvres de Mozart, Haydn, Weber, Beethoven, Hummel, Berlioz. Il édita également Robert le Diable et Les Huguenots de Giacomo Meyerbeer, ainsi que La Juive de Jacques Fromental Halévy.
Il fit de la Gazette musicale le lieu d'accueil non seulement de la musique, mais aussi de la littérature qui traitait de musique : Honoré de Balzac y livra Gambara en 1837, un texte consacré à l'étude de la composition musicale à partir de Robert le Diable de Giacomo Meyerbeer. En 1841, Berlioz y publia les articles qui, revus et assemblés en 1843, forment le Traité d'instrumentation et d'orchestration.
En 1846, Maurice Schlesinger cède ses éditions et la revue à son commis Louis Brandus et à Ernest Deschamps d'Hannecourt qui crèent la maison Brandus et Cie. Louis Brandus et ses différents associés maintiendront le titre jusqu'en 1880 en dépit des vicissitudes des différentes sociétés qui gèreront le fond Schlesinger.
Comme rédacteurs en chef de la Revue et gazette musicale de Paris, se sont succédé au cours de son histoire François-Joseph Fétis, Édouard Monnais et Charles Bannelier.